# Паисий Водица
Паисий (на албански: Paisi; на гръцки: Παΐσιος) е албански православен духовник, епископ на Албанската православна църква.

## Биография
Роден е в 1881 година със светското име Пашко Водица (на албански: Pashko Vodica) в колонийското православно село Водица, тогава в Османската империя. След като се жени е ръкоположен за дякон и за презвитер в 1910 година. Развива патриотична дейност, заради което в 1912 година е арестуван от османските власти. След смъртта на съпругата му се замонашва и в 1920 година приема офикията архимандрит и става архиерейски наместник в Колонията. През 20-те участва активно в движението за получаване на автокефалия на Албанската православна църква. В годините на окупацията през Втората световна война архимандрит Паисий участва в националноосвободителното движение. През октомври 1940 госина е арестуван от италианските окупационни власти и лежи в Албания и в Италия. След завръщането си в Албания, през ноември 1942 година архимандрит Паисий е избран за член на Националноосвободителния съвет на Колонията и става нелегален. През юли 1943 година на конференцията в Лабинот е избран за член на Генералния националноосвободителен съвет. По-късно става член и на Антифашисткия съвет. След края на войната е награден с орден и медал от новата власт.
На 1 януари 1948 година архимандрит Паисий оглавява делегацията на Албанската православна църква, пристигнала в Съветския съюз по покана на патриарх Алексий I Московски. На 18 април 1948 година е ръкоположен за епископ на Корчанската епархия. Ръкополагането е извършено от архиепископ Христофор Тирански и Албански в съслужение с епископ Нестор Ужгородски и Мукачевски, глава на специална делегация от Московската патриаршия, дошла по молба на Светия синод на Албанската църква. През юли 1948 година представители на Албанската църква, начело с епископ Паисий Корчански, участват в тържествата по повод 500-годишнината от автокефалията на Руската православна църква и в работата на съвещанието на главите и представителите на поместните православни църкви. На това съвещание Паисий Корчански изнася доклад „Папството и Православната църква“ с факти за дейността на Римската курия в Албания.
На 25 август 1949 година след неканоничното сваляне на архиепископ Христофор под диктат на комунистическите власти, Паисий Корчански е избран за архиепископ на Тирана и цяла Албания. Избирането му не е признато от Вселенската, но е признато от Московската патриаршия. В своето обръщение към вярващите в катедралата в Тирана епископ Паисий описва сложния път на Албанската църква към независимост и след това се спира на задълженията на главата на поместната църква - да паботи за повдигане на културното и материално ниво на духовенството, за благоустройство на вътрешния църковен живот по новия устав и за укрепване на връзките с братските православни църкви, на първо място с Руската. Архиепископ Паисий оглавява на два пъти делегация на църквата, която посещава Русия - в 1950 година и в 1958 година по повод 40 години от възстановяването на патриаршията в Русия. В 1951 година приема визита от епископ Никон Херсонски и Одески.
От началото на 60-те години под натска на властите, връзките с Руската църква отслабват. В 1964 и 1965 година на великденските и коледни приветствия на патриарх Алексий I архиепископ Паисий отговаря само с кратка телеграма. От 1966 година няма изобщо отговори.
Архиепископ Паисий умира в Тирана на 4 март 1966 година, една година преди началото на кампанията за забрана на релгията в страната.